# Doro Merande
Doro Merande (nom de scène de Dora Matthews), née le 31 mars 1892 à Columbus (comté de Cherokee, Kansas) et morte le 1er novembre 1975 à Miami (Floride), est une actrice américaine.

## Biographie

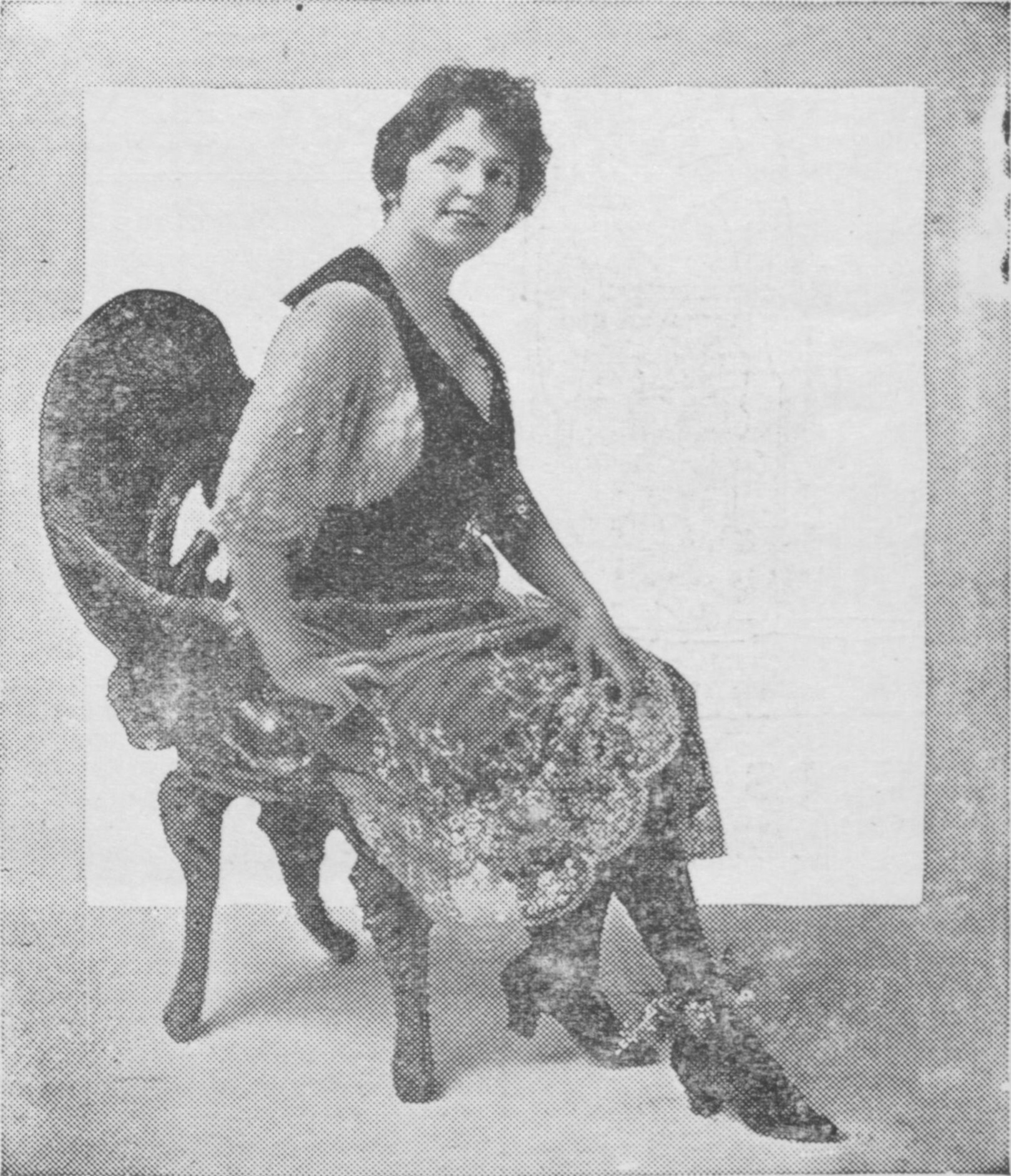
Doro Merande au théâtre,
dans les années 1910

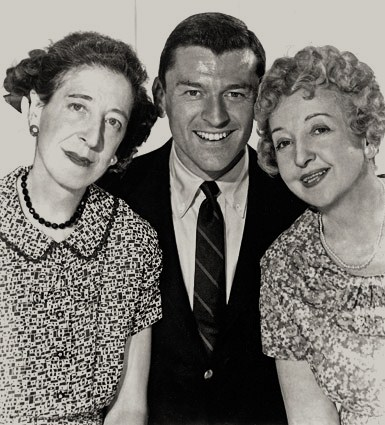
Doro Merande, Frank Aletter et Enid Markey (de g. à d.), dans la série Bringing Up Buddy (1960-1961, photo promotionnelle)

Doro Merande entame sa carrière au théâtre dès les années 1910 et joue notamment à Broadway (New York), où elle débute en 1922 dans Montmartre de Pierre Frondaie (avec Arthur Hohl et Brandon Hurst). Là, suivent vingt-quatre autres pièces, dont Our Town de Thornton Wilder (création en 1938, avec Frank Craven et Martha Scott, puis reprise en 1944, avec Montgomery Clift et Martha Scott) et Lo and Behold! de John Patrick (1951-1952, avec Leo G. Carroll et Lee Grant). Sa dernière pièce à Broadway est The Front Page de Ben Hecht et Charles MacArthur (1969, avec Robert Ryan et Peggy Cass).
Au cinéma, elle contribue à vingt-huit films américains, depuis Interférences de Lothar Mendes et Roy Pomeroy (1928, avec William Powell et Evelyn Brent) jusqu'à Spéciale Première de Billy Wilder (adaptation de la pièce précitée The Front Page, 1974, avec Jack Lemmon et Walter Matthau).
Entretemps, mentionnons Révolte au zoo de Rowland V. Lee (1933, avec Loretta Young et Gene Raymond), Une petite ville sans histoire de Sam Wood (adaptation de la pièce précitée Our Town, 1940, avec William Holden et Martha Scott), ou encore L'Homme au bras d'or (1955, avec Frank Sinatra et Eleanor Parker) et Que vienne la nuit (1967, avec Michael Caine et Jane Fonda), deux réalisations d'Otto Preminger. Notons que ce dernier met en scène à Broadway trois pièces où joue Doro Merande, dont Beverly Hills de Lynn Starling et Howard J. Green (1940, avec Ilka Chase et Enid Markey) et Four Twelves Are 48 de Joseph Kesselring (1951, avec Royal Dano et Anne Revere).
Enfin, à la télévision américaine, elle participe à vingt-sept séries entre 1952 et 1970, dont Alfred Hitchcock présente (un épisode, 1958), Thriller (un épisode, 1961) et La Quatrième Dimension (un épisode, 1963).
S'ajoute The Front Page d'Alan Handley (1970, avec Robert Ryan et Estelle Parsons), version téléfilmée de la pièce éponyme précitée jouée en 1969 à Broadway.
Doro Merande meurt en 1975, à 83 ans. 

## Théâtre à Broadway (intégrale)

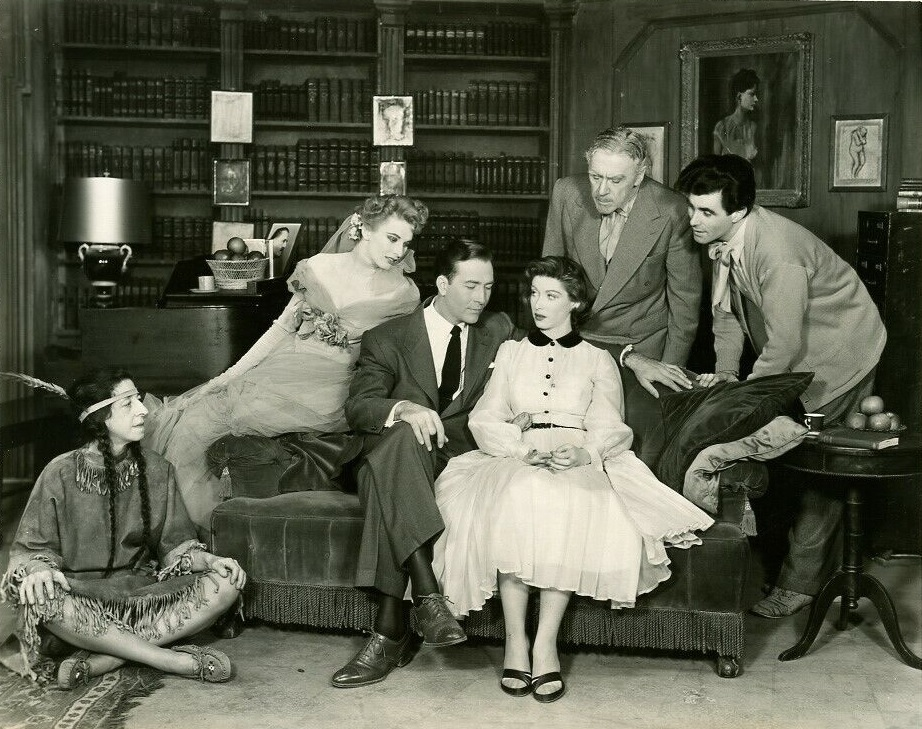
Doro Merande, Cloris Leachman, Jeffrey Lynn, Lee Grant, Leo G. Carroll et Paul Crabtree (de g. à d.), dans Lo and Behold! (Broadway, 1951-1952)

- 1922 : Montmartre de Pierre Frondaie, adaptation de Benjamin Glazer : une jeune femme
- 1928-1929 : That Ferguson Family d'Howard Chenery : Sarah Thorne
- 1935 : Loose Moments de Courtenay Savage et Bertram Hobbs : Sophie Tuttle
- 1935-1936 : One Good Year de Stephen Gross et Lin S. Root : Sarah
- 1937 : Fulton of Oak Falls de George M. Cohan : Mildred
- 1937 : Red Harvest de Walter Charles Roberts : Belle Smith
- 1937 : Angel Island de Bernie Angus, production et mise en scène de George Abbott : Bessie
- 1938 : Our Town de Thornton Wilder, costumes d'Helene Pons : Mme Soames
- 1940 : Love's Old Sweet Song de William Saroyan, musique de scène de Paul Bowles : Leona Yearling
- 1940 : Beverly Hills de Lynn Starling et Howaard J. Green, mise en scène d'Otto Preminger : Mlle White
- 1941 : Hope for a Harvest de Sophie Treadwell : une femme
- 1941 : The More and the Merrier de Frank Gabrielson et Irvin Pincus, mise en scène d'Otto Preminger : Mlle Hogben
- 1941-1943 : Junior Miss de Jerome Chodorov et Joseph Fields, mise en scène de Moss Hart : Hilda[1] (remplacement)
- 1943 : The Naked Genius de Gypsy Rose Lee, production de Michael Todd, mise en scène de George S. Kaufman : Myrtle McGuire
- 1943-1944 : Three's a Family d'Henry et Phoebe Ephron : Adelaide
- 1944 : Our Town de Thornton Wilder, reprise : Mme Soames
- 1944 : Pick-up Girl d'Elsa Shelley : Mlle Porter
- 1944 : Violet de (et mise en scène par) Whitfield Cook, décors d'Howard Bay : Elfie Tunison
- 1945 : Hope for the Best de William McCleery : Mme Bassett
- 1946 : Apple of His Eye de Kenyon Nicholson et Charles Robinson : Stella Springer
- 1948-1949 : The Silver Whistle de Robert E. McEnroe (en) : Mme Hanmer
- 1949-1950 : The Rat Race de (et mise en scène par) Garson Kanin : Soda Gallo[2]
- 1951 : Four Twelves Are 48 de Joseph Kesselring, mise en scène d'Otto Preminger : Jane Dupre
- 1951-1952 : Lo and Behold! de John Patrick, mise en scène de Burgess Meredith : Minnetonka Smallflower
- 1956 : Le plus malin s'y laisse prendre (Diary of Scoundrel) d'Alexandre Ostrovski, adaptation de Rodney Ackland (en) : Lubinka
- 1969 : The Front Page de Ben Hecht et Charles MacArthur : Jennie

## Filmographie partielle

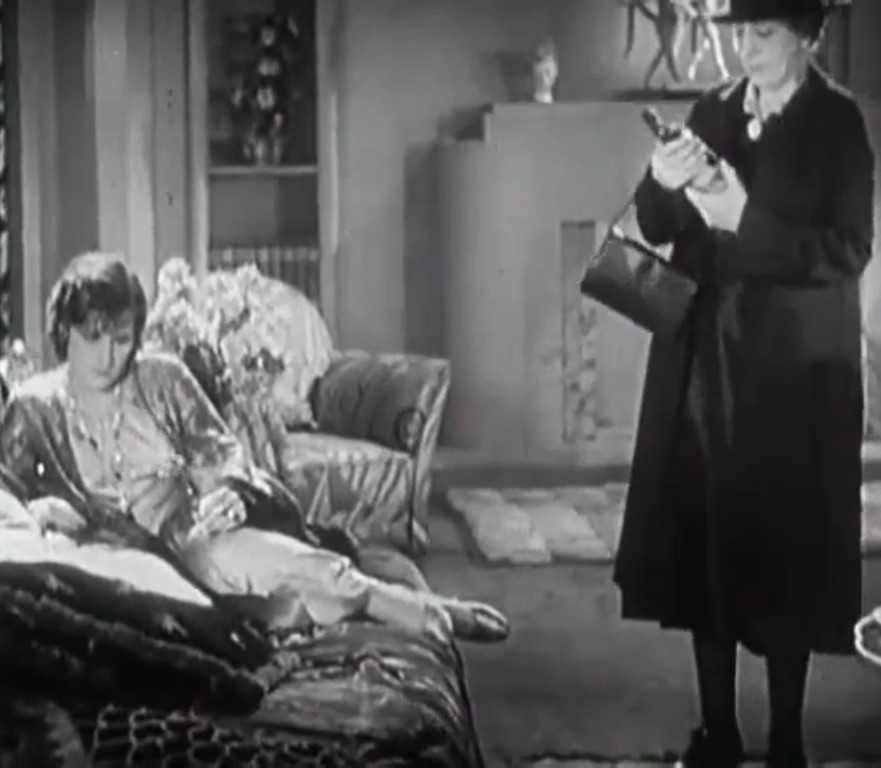
Evelyn Brent (à g.) et Doro Merande, dans Interférences (1928)

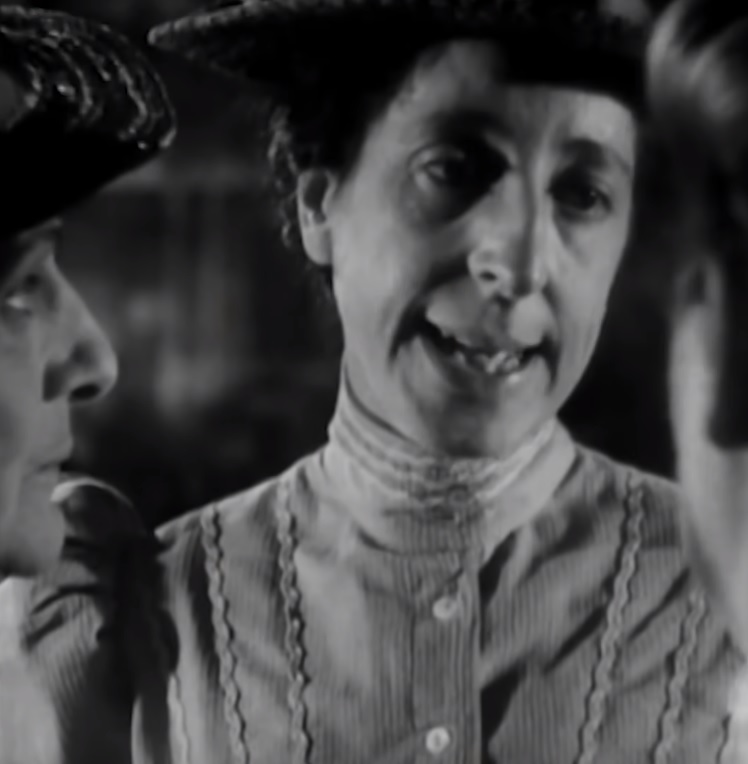
Doro Merande dans Une petite ville sans histoire (1940)

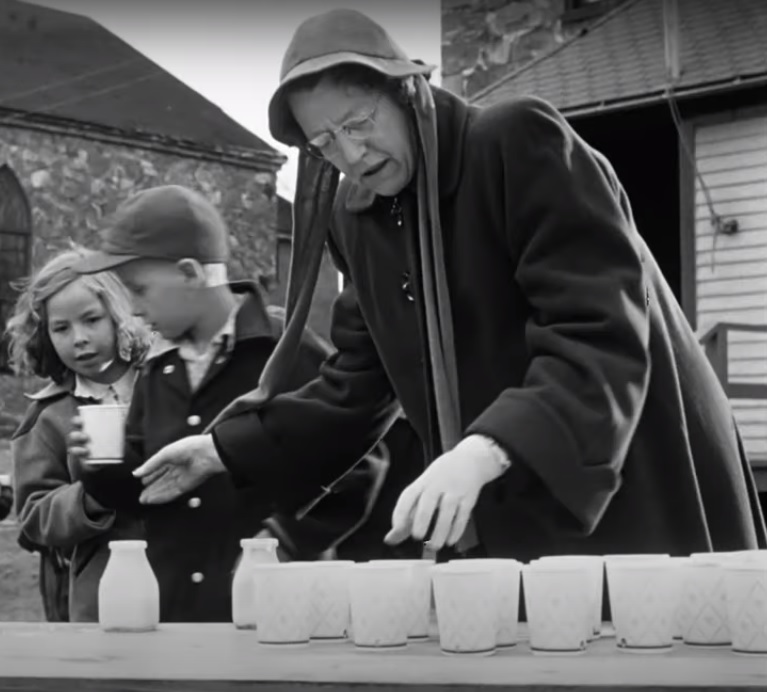
Doro Merande dans Quand la foule gronde (1951)

### Cinéma
- 1928 : Interférences (Interference) de Lothar Mendes et Roy Pomeroy : la servante de Deborah
- 1933 : La Foire aux illusions (State Fair) d'Henry King : une relation de Mme Metcalfe
- 1933 : Révolte au zoo (Zoo in Budapest) de Rowland V. Lee : Mlle Fennock
- 1935 : Bad Boy de John G. Blystone : Mme Jackson
- 1939 : Frou-frou de Broadway (The Star Maker) de Roy Del Ruth : une membre du club Gerry
- 1940 : Une petite ville sans histoire (Our Town) de Sam Wood : Mme Soames
- 1948 : La Fosse aux serpents (The Snake Pit) d'Anatole Litvak : une malade
- 1949 : L'Indésirable Monsieur Donovan (Cover Up) d'Alfred E. Green : Hilda
- 1951 : Quand la foule gronde (The Whistle at Eaton Falls) de Robert Siodmak : Mlle Pringle
- 1951 : Monsieur Belvédère fait sa cure (Mr. Belvedere Rings the Bell) d'Henry Koster : Mme Hammer
- 1955 : L'Homme au bras d'or (The Man with the Golden Arm) d'Otto Preminger : Vi
- 1955 : Sept Ans de réflexion (The Seven Year Itch) de Billy Wilder : une serveuse
- 1959 : Un mort récalcitrant (The Gazebo) de George Marshall : Matilda
- 1963 : Le Cardinal (The Cardinal) d'Otto Preminger : Mme Picket
- 1964 : Embrasse-moi, idiot (Kiss Me, Stupid) de Billy Wilder : Mme Pettibone
- 1966 : Les Russes arrivent (The Russians Are Coming, the Russian Are Coming) de Norman Jewison : Muriel Everett
- 1967 : Que vienne la nuit (Hurry Sundown) d'Otto Preminger : Ada Hemmings
- 1968 : Skidoo d'Otto Preminger : la mairesse
- 1969 : L'habit ne fait pas la femme ou Les Anges du faubourg (Change of Habit) de William A. Graham : Rose
- 1974 : Spéciale Première (The Front Page) de Billy Wilder : Jennie

### Télévision
(séries, sauf mention contraire)
- 1953 : Suspense, saison 5, épisode 23 Portrait of Constance de Robert Mulligan : Harriet Willman
- 1956-1957 : Valiant Lady (en), feuilleton, 440 épisodes : Ivy Harper
- 1958 : Alfred Hitchcock présente (Alfred Hitchcock Presents), saison 4, épisode 12 Un simple accident (Mrs. Herman and Mrs. Fenimore) d'Arthur Hiller : Mme Herman
- 1960-1961 : Bringing Up Buddy (en), saison unique, 36 épisodes (intégrale) : Iris Flower
- 1961 : Thriller, saison 2, épisode 9 A Third for Pinochle d'Herschel Daugherty : Melba Pennaroyd
- 1961 : Le Gant de velours (The New Breed), saison unique, épisode 9 Sweet Bloom of Death : Mlle Stewart
- 1962 : Les Accusés (The Defenders), saison 2, épisode 1 The Voices of Death de Stuart Rosenberg : Augusta Mills
- 1963 : La Quatrième Dimension (The Twilight Zone), saison 4, épisode 18 Le Chantre (The Bard) de David Butler : Sadie
- 1970 : The Front Page d'Alan Handley (téléfilm) : Jennie